# Michail Šiškin
Michail Pavlovič Šiškin (rusky Михаил Павлович Шишкин; * 18. ledna 1961, Moskva) je ruský spisovatel, žijící od roku 1995 ve Švýcarsku a v Německu. V roce 2000 se stal laureátem Ruské Bookerovy ceny (rusky Русский Букер).

## Život a dílo

### České překlady
- Listář[4] (orig. 'Pismovnik[5]'). 1. vyd. Brno: Větrné mlýny, 2013. 432 S. Překlad: Linda Lenz

## Vyznamenání
- 2011 cena Velká kniha za milostný román v dopisech Listář

## Citát
O vývoji ruského jazyka prohlásil v roce 2016 pro slovenský deník SME následující: "Musíme rozlíšiť ruštinu, ktorou rozprávate, a ruštinu, ktorou píšete, pretože hovorený jazyk sa stále mení podobne ako život. Hlavne ten ruský, každý mesiac je tam nová situácia, vznikajú nové slová a idiómy, výrazy a keď nečítate blogy na internete každý deň, čo robím, po zopár mesiacoch by ste nerozumeli, o čom sa hovorí."